# Simple et tendre
Albums de Les Wampas
...Vous aiment
(1990) Trop précieux
(1996)
Simple et tendre est le 4e album du groupe de rock français Les Wampas, paru en 1993.

## Historique
L'album est dédié à Marc Police, le guitariste décédé. Didier Wampas est à la base des compositions.

## Réception
Selon l'édition française du magazine Rolling Stone, cet album est le 94e meilleur album de rock français.

## Liste des pistes
1. Les baleines (4:40)
2. La pluie qui tombe (3:15)
3. Les îles au soleil (Ios) (5:57)
4. Allison (3:16)
5. Grande sensation (2:44)
6. Wibration (4:40)
7. Comme un ange (qui pleure) (3:55)
8. Les bottes rouges (3:11)
9. J'y crois (4:00)
10. Euroslow (5:18)
11. Le ciel est un océan (2:48)
12. Les anges (3:33)